# Augustin Olbert

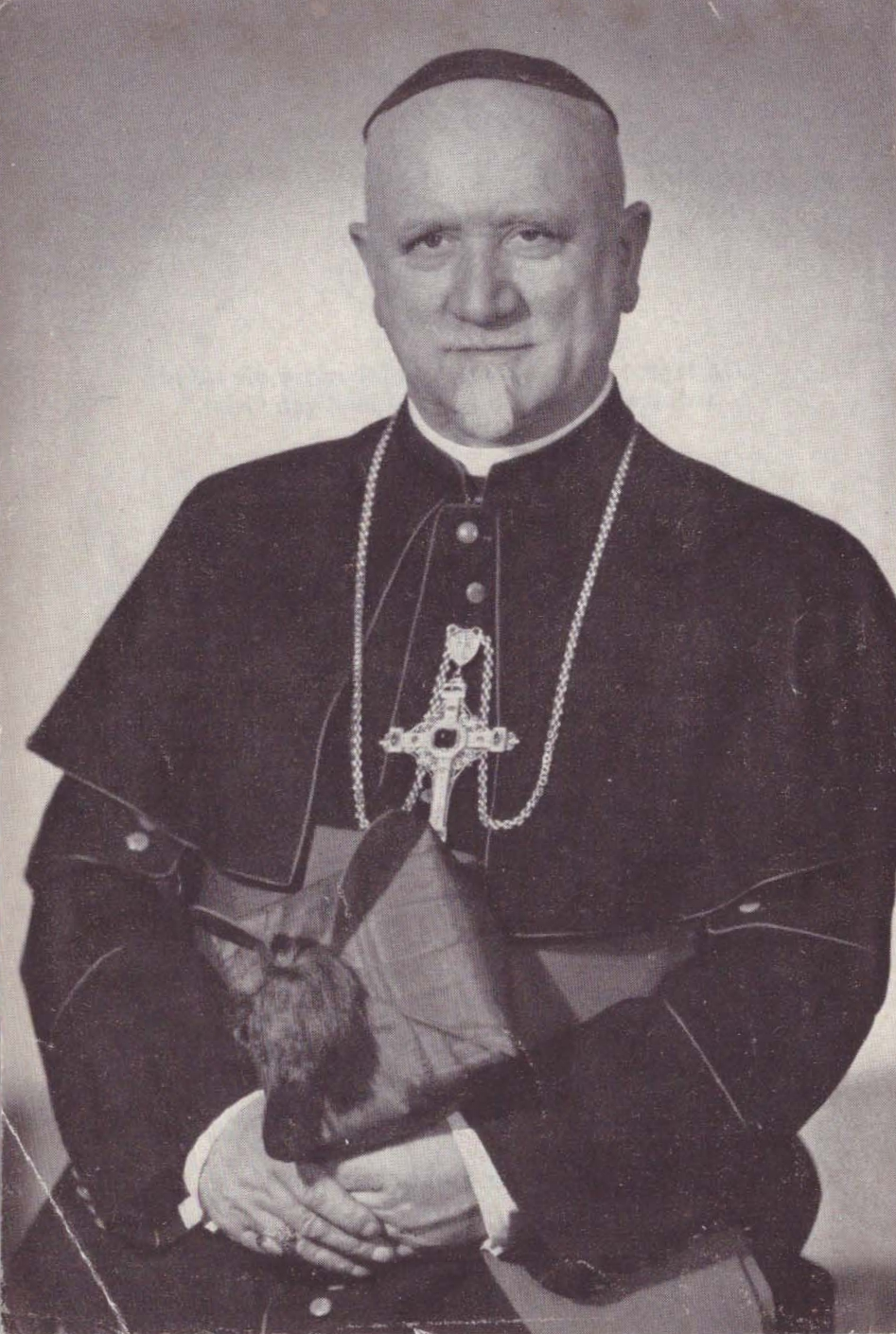
Augustin Olbert

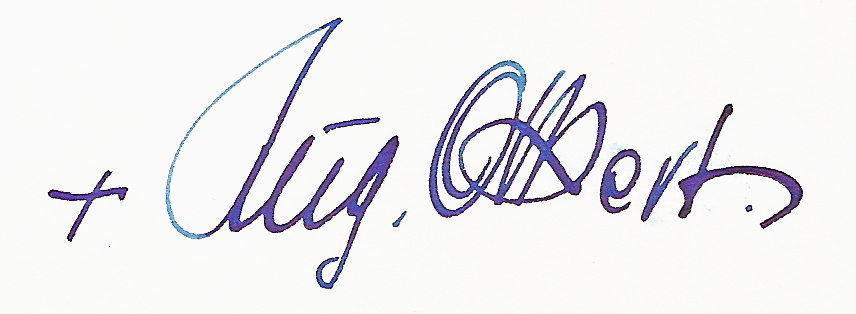
Bischof Augustin Olbert. Signatur 1955

Augustin Olbert, SVD (* 16. November 1895 in Dossenheim; † 18. November 1964 in Heidelberg) war ein deutscher Bischof.

## Leben
Olbert wurde am 16. November 1895 in der Bergstraßengemeinde Dossenheim geboren. Im Missionshaus St. Wendel der Steyler Missionare erhielt Augustin Olbert seine gymnasiale Ausbildung. Von dort wurde er bei Ausbruch des Ersten Weltkrieges zum Militärdienst eingezogen. Nach Kriegsende trat er ins Noviziat der Gesellschaft des Göttlichen Wortes im Missionshaus St. Gabriel bei Wien ein, wo er 1920 seine ersten und 1924 seine ewigen Gelübde ablegte und seine philosophischen und theologischen Studien absolvierte.
Am 13. Mai 1926 wurde er in St. Gabriel zum Priester geweiht. Als Mitglied der römisch-katholischen Ordensgemeinschaft Gesellschaft des Göttlichen Wortes ging er im selben Jahr als Missionar nach China. Im September 1926 kam er in Shanghai an. Im Steyler Gesellschaftshaus in Taikiachwang erlernte der 31-Jährige zuerst die chinesische Sprache. Danach berief der Apostolische Präfekt von Tsingtao (Qingdao), Georg Weig SVD, ihn zum Kaplan in Tsingtao.
1928 wurde die Apostolische Präfektur Qingdao zum Apostolischen Vikariat erhoben und Georg Weig anvertraut. Nach dem Tod von Bischof Weig im Jahr 1941 wurde der Chinese Thomas Tien Ken-sin SVD zum Apostolischen Vikar ernannt. 1946 errichtete der Heilige Stuhl in China die offizielle Hierarchie und die Vikariate wurden zu ordentlichen Bistümern. Bischof Thomas Tien Ken-sin wurde zum Erzbischof von Peking ernannt und erhielt als erster Asiate und Chinese die Kardinalswürde.
In diesem Zusammenhang ernannte Papst Pius XII. Olbert am 8. Juli 1948 zum Bischof des Bistums Tsingtao. Am 3. Oktober des gleichen Jahres wurde er von Tien Ken-sin zum Bischof geweiht. Kokonsekratoren waren der Bischof von Zhoucun Henry Ambrose Pinger und der Bischof von Caozhou Franz Hoowaarts.
Die chinesische Regierung nahm Olbert 1951 fest und verwies ihn nach 22 Monaten Haft 1953 des Landes. Er kehrte nach Deutschland zurück und war dann im Erzbistum Freiburg aktiv. 1956 durfte er beim Heilig-Blut-Fest auf der Reichenau die Heilig-Blut-Reliquie tragen. 1964 starb er und wurde in Dossenheim beerdigt.
Bereits 1948 hatte seine Heimatgemeinde Dossenheim Olbert zu ihrem ersten Ehrenbürger ernannt. Der damalige Bundespräsident Theodor Heuss verlieh ihm 1954 das Große Bundesverdienstkreuz.